# Épületinformációs-modellezés

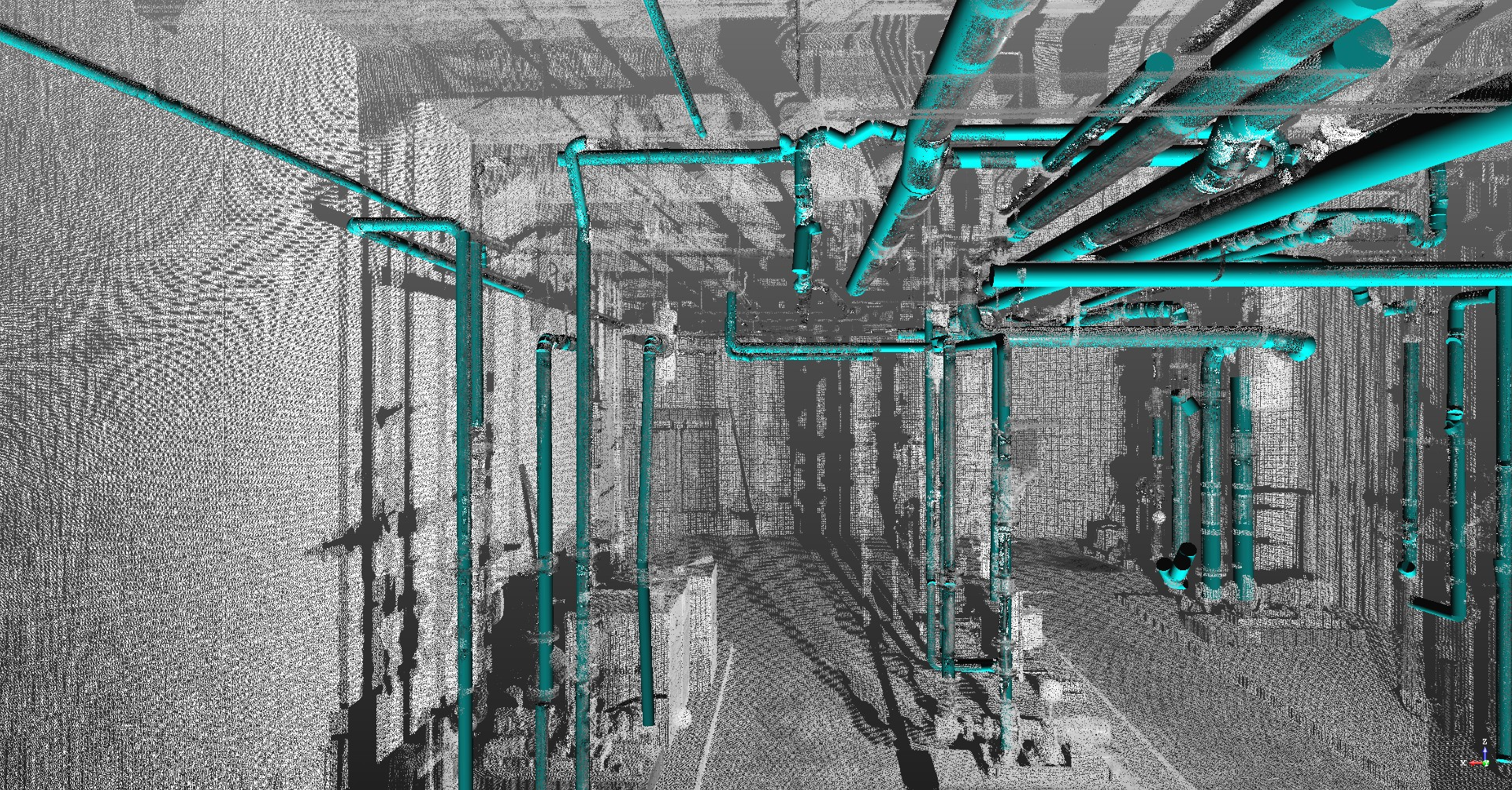
Lidar adatokból összeállított gépészeti helyiség épületinformációs modellje

Az épületinformációs-modellezés (angolul Building Information Modeling, BIM) egy olyan eljárás, amely magában foglalja az épületek vagy más fizikai létesítmények fizikai és funkcionális jellemzőinek digitális reprezentációinak létrehozását és kezelését. Az épületinformáció-modellek (BIM-ek) számítógépes fájlok, amelyek gyakran - de nem mindig - zárt formátumúak és zárt adatokat tartalmaznak; melyek kinyerhetők, cserélhetők vagy folyamatba illeszthetőek a megépített vagy megépítendő létesítményekkel kapcsolatos döntéshozatal támogatása érdekében. A BIM szoftvereket magánszemélyek, vállalkozások és kormányzati szervek használják épületek és különféle fizikai infrastruktúrák – például víz-, hulladék-, elektromos-, gáz-, kommunikációs közművek, utak, vasutak, hidak, kikötők és alagutak – tervezésére, kivitelezésére, üzemeltetésére és karbantartására.
A BIM koncepciója az 1970-es évek óta fejlesztés alatt áll, azonban csak a 2000-es évek elején vált elfogadott kifejezéssé. A szabványok fejlesztése és a BIM elfogadása országonként eltérő ütemben halad. A buildingSMART által kifejlesztett Ipari Alaposztályok (Industry Foundation Classes, IFC-k) – információk reprezentálására szolgáló adatstruktúrák – 2013-ban nemzetközi szabvánnyá, az ISO 16739-cé váltak. Az Egyesült Királyságban 2007-től fejlesztett BIM-folyamat szabványok pedig egy nemzetközi szabvány, az ISO 19650 alapját képezték, amelyet 2019 januárjában vezettek be.
A BIM folyamatok leírása és szabványosítása angol nyelven történik, majd a Magyar Szabványügyi Testület honosítja azt. Az MSZ EN ISO 19650 szabványsorozat első kötete 2021-ben jelent meg. A magyar nyelvre honosítás nagyrészt megtörtént, viszont a szakmai körökben az angol nyelvű mozaikszavakat és kifejezéseket használják.

## Története
A BIM fogalma az 1970-es évek óta létezik. Az első épületek modellezésére kifejlesztett szoftverek az 1970-es évek végén és a 80-as évek elején jelentek meg, és olyan munkaállomás-termékeket tartalmaztak, mint a Chuck Eastman Building Description System  és a GLIDE, RUCAPS, Sonata, Reflex és Gable 4D Series . A korai alkalmazások és ezek futtatáshoz szükséges hardverek drágák voltak, ami korlátozta a BIM gyors széles körű elterjedést.
A BIM szoftverek néven ismertté vált termékek abban különböztek az építészeti rajzoló eszközöktől, mint például az AutoCAD, hogy lehetővé tették további információk (idő, költség, gyártói adatok, fenntarthatósági és karbantartási információk stb.) hozzáadását az épületmodellhez, mely később kinyerhető döntéshozatali célokból.

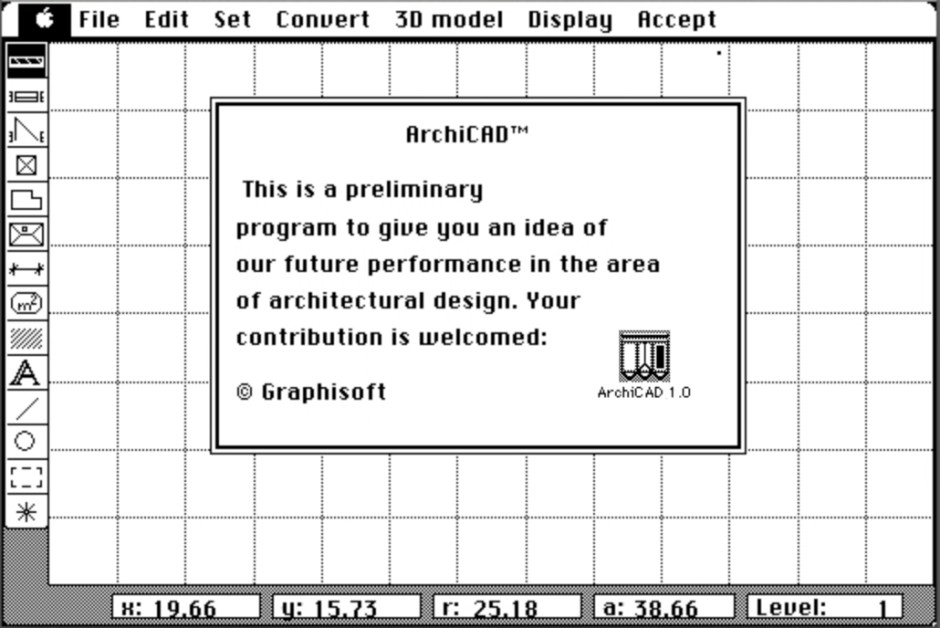
Az 1984-ben kiadott Archicad 1.0 kezelőfelülete

A Graphisoft nevű magyar cég versenytársainál hosszabb ideje fejlesztett ilyen megoldásokat, a Laiserin akkoriban az ArchiCAD alkalmazást „az egyik legérettebb BIM-megoldásnak tekintette a piacon". Az 1984-es kiadását követően az ArchiCAD-et egyesek a BIM első megvalósításának tekintették, mivel ez volt az első olyan személyi számítógépre készült CAD-termék, amely képes volt 2D és 3D geometriát is létrehozni. Az ArchiCAD lett az első kereskedelmi BIM termék, mely elérhető volt személyi számítógépekre, nem csak speciális irodai munkaállomásokra.  A Steve Jobs vezette Apple 1984-ben marketingszerződést kötött a Graphisofttal, melynek feltétele a tervezőprogram Apple Lisa számítógépen való futtatásának demózása volt. Ugyanebben az évben a CeBIT-en mutatták be a demót nagyközönségnek. Ez a publikus demó jelentette később a cégnek azt a kapcsolati tőkét, mellyel a szoftverüket számos építész számítógépére eljuttathatták.
Az „épületmodell” kifejezést (a mai értelemben vett BIM értelmében) először az 1980-as évek közepén használták az újságok: Simon Ruffle 1985-ös tanulmányában, amelyet végül 1986-ban publikáltak,  majd Robert Aish 1986-ban  – akkor a GMW Computers Ltd.- nél, a RUCAPS szoftver fejlesztőjénél – utalt a szoftver londoni használatára Heathrow repülőtér építésének kapcsán.  A „Building Information Model” kifejezés először GA van Nederveen és FP Tolman 1992-es tanulmányában jelent meg.
Az „Épületinformációs-modell” és az „Épületinformációs-modellezés” (beleértve a „BIM” mozaikszót is) azonban csak nagyjából 10 évvel később vált népszerűvé. A digitális formátumú információk cseréjének és interoperabilitásának megkönnyítése különböző terminológiákkal történt: a Graphisoft „Virtuális Épületként” vagy „Single Building Model”-ként, a Bentley Systems „Integrált projektmodellként”, az Autodesk vagy a Vectorworks pedig „Épületinformációs-modellezésként" hivatkozott az eljárásra. 2002-ben az Autodesk kiadott egy fehér könyvet "Building Information Modeling"  címmel, és más szoftvergyártók is elkezdték hangsúlyozni részvételüket a területen. Az Autodesk, a Bentley Systems és a Graphisoft, valamint más iparági megfigyelők közreműködésével 2003-ban   Jerry Laiserin segített népszerűsíteni és szabványosítani a kifejezést, mint az építési folyamat digitális ábrázolásának általános elnevezését.

### Átjárhatóság és BIM szabványok
Mivel egyes BIM szoftverfejlesztők saját tulajdonú adatstruktúrákat hoztak létre a szoftvereikben, az egyik fejlesztő alkalmazásaival létrehozott adatok és fájlok nem feltétlenül kompatibilisek más fejlesztők megoldásaival. Az alkalmazások közötti átjárhatóság elérése érdekében semleges, nem tulajdonosi jellegű vagy nyílt szabványokat dolgoztak ki, amelyek lehetővé teszik a BIM adatok megosztását különböző szoftveralkalmazások között.
A gyenge szoftveres átjárhatóság régóta az iparági hatékonyság általános akadályának, valamint a BIM alkalmazási gátjának tekintik. 2004 augusztusában az Egyesült Államok Nemzeti Szabványügyi és Technológiai Intézete (NIST) egy jelentésében óvatos becslés alapján évente 15,8 milliárd dolláros veszteséget állapított meg az amerikai tőkeberuházási létesítmények iparágában. E veszteség oka a "szélsőségesen széttöredezett iparági struktúra, az iparág továbbra is papíralapú üzleti gyakorlatai, a szabványosítás hiánya, valamint az érintettek közötti következetlen technológiai alkalmazás" volt.
A korai BIM-szabványok egyike a CIMSteel Integration Standard, azaz a CIS/2 volt, amely egy termékmodell és adatcsere fájlformátum az acélszerkezetek projektinformációi számára (CIMsteel: Computer Integrated Manufacturing of Constructional Steelwork). A CIS/2 lehetővé teszi az információk zökkenőmentes és integrált cseréjét az acélvázas szerkezetek tervezése és kivitelezése során. A szabványt a Leeds-i Egyetem és az Egyesült Királyság Acélszerkezeti Intézete ( Steel Construction Institute) fejlesztette ki az 1990-es évek végén, a Georgia Tech hozzájárulásával. Az Amerikai Acélszerkezeti Intézet (American Institute of Steel Construction) 2000-ben hagyta jóvá a CIS/2-t az acélszerkezetek adatcsere-formátumaként.
A BIM-et gyakran az Industry Foundation Classes (IFC) és az aecXML adatstruktúrákkal hozzák összefüggésbe, amelyek az információk ábrázolására szolgálnak, és amelyeket a  buildingSMART fejlesztett ki. Az IFC-t az ISO elismeri, és 2013 óta hivatalos nemzetközi szabványként, ISO 16739 szám alatt tartják nyilván.
A Construction Operations Building Information Exchange (COBie) szintén a BIM-hez kapcsolódik. A COBie-t Bill East, az Egyesült Államok Hadtestmérnöki Szolgálatának munkatársa fejlesztette ki 2007-ben. A szabvány célja a berendezéslisták, termékadatlapok, garanciák, pótalkatrészlisták és megelőző karbantartási ütemtervek rögzítése és nyilvántartása volt. Ezen  információk a megépített létesítmény üzembe helyezését követően segíthetik az üzemeltetést, a karbantartást és az eszközgazdálkodást. 2011 decemberében az Egyesült Államok Épületinformációs Modelljével foglalkozó Nemzeti Intézete (National Institute of Building Sciences) jóváhagyta a COBie-t a National Building Information Model (NBIMS-US) szabvány részeként. A COBie később integrálásra került a népszerű BIM szoftverekbe, és többféle formában is elérhető, például táblázatként, IFC-ként vagy ifcXML-ként. 2013 elejétől a buildingSMART egy könnyített XML-formátumon, a COBieLite-on dolgozott, amely 2013 áprilisában vált elérhetővé véleményezésre. 2014 szeptemberében a COBie-vel kapcsolatos gyakorlatokról egy brit szabványt adtak ki: BS 1192-4.
2019 januárjában az ISO közzétette az ISO 19650 első két részét, amely keretrendszert nyújt az épületinformáció-modellezéshez a folyamatokra vonatkozó szabványok alapján. Az Egyesült Királyság BS és PAS 1192 specifikációi képezik az ISO 19650 sorozat további részeinek alapját. Az eszközgazdálkodással (3. rész) és a biztonsági menedzsmenttel (5. rész) foglalkozó részek 2020-ban jelentek meg.
Az IEC/ISO 81346 szabványsorozat, amely a hivatkozási jelölésekre vonatkozik, 2018-ban tette közzé a 81346-12:2018 jelű részt, amelyet RDS-CW (Reference Designation System for Construction Works) néven is ismernek. Az RDS-CW alkalmazása lehetőséget kínál a BIM integrálására olyan kiegészítő, nemzetközi szabványokon alapuló osztályozási rendszerekkel, amelyeket az erőművi szektor számára fejlesztenek.

## Definíció

### A BIM definíciója
Lechner Tudásközpont BIM kézikönyv 1. kötete a US-NBIMS definícióját fordította:
"A BIM olyan CAD-alapú tervezésmódszertani folyamatok és irányelvek alkalmazásának összessége, amely lehetővé teszi az építmények létrehozásában és üzemeltetésében érdekelt szereplők (építtetők, tervezők, kivitelezők, üzemeltetők) számára a valóságnak megfelelő virtuális térben történő együttműködést és információátadást, illetve a releváns adatok gyors és hatékony megjelenítését."
ISO 19650-1:2018 BIM definíciója (fordítás):
Megosztott digitális reprezentáció használata egy épített létesítményről azon célból, hogy megkönnyítse a tervezési, építési és üzemeltetési folyamatokat, megbízható alapot biztosítva a döntéshozatalhoz.
A hagyományos épülettervezés nagyrészt kétdimenziós műszaki rajzokra (alaprajzok, homlokzati nézetek, metszetek stb.) támaszkodott. Az épületinformáció-modellezés (BIM) azonban kiterjeszti a három elsődleges térbeli dimenziót (szélesség, magasság és mélység), magában foglalva az időt (úgynevezett 4D BIM), a költségeket (5D BIM), a fenntarthatóságot (6D BIM), az üzemeltetést (7D BIM) stb. Így a BIM jóval túlmutat a geometriai ábrázoláson. Kiterjed a térbeli kapcsolatokra, a földrajzi adatokra, az építési komponensek mennyiségeire és tulajdonságaira (például gyártói részletek), valamint lehetővé teszi a tervezéstől és kivitelezéstől kezdve az üzemeltetés teljes életciklusán átívelő együttműködési folyamatokat.

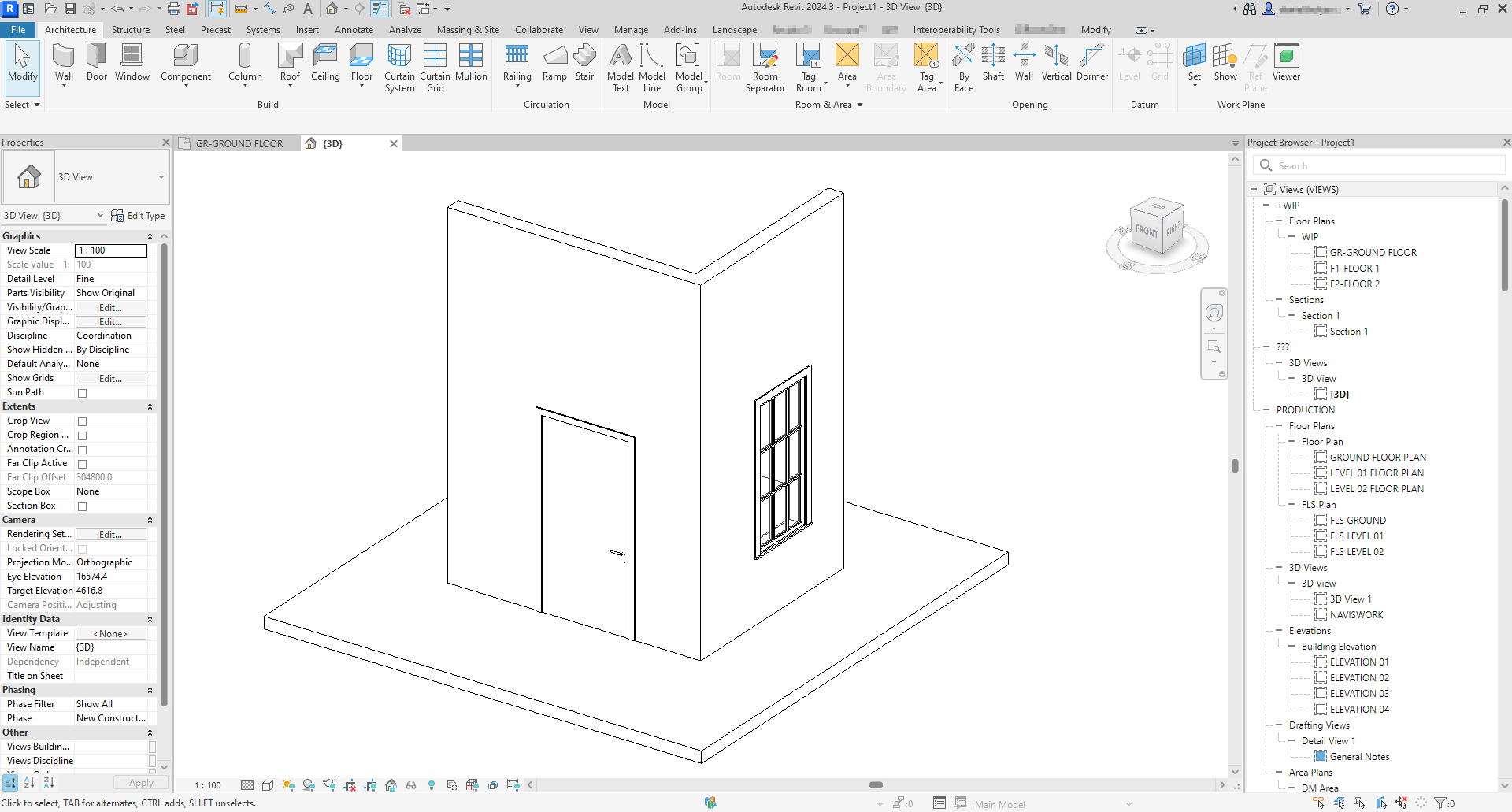
Egyszerű objektumok reprezentációja (fal, ajtó, ablak stb.) az Autodesk Revit 2024 szoftverben

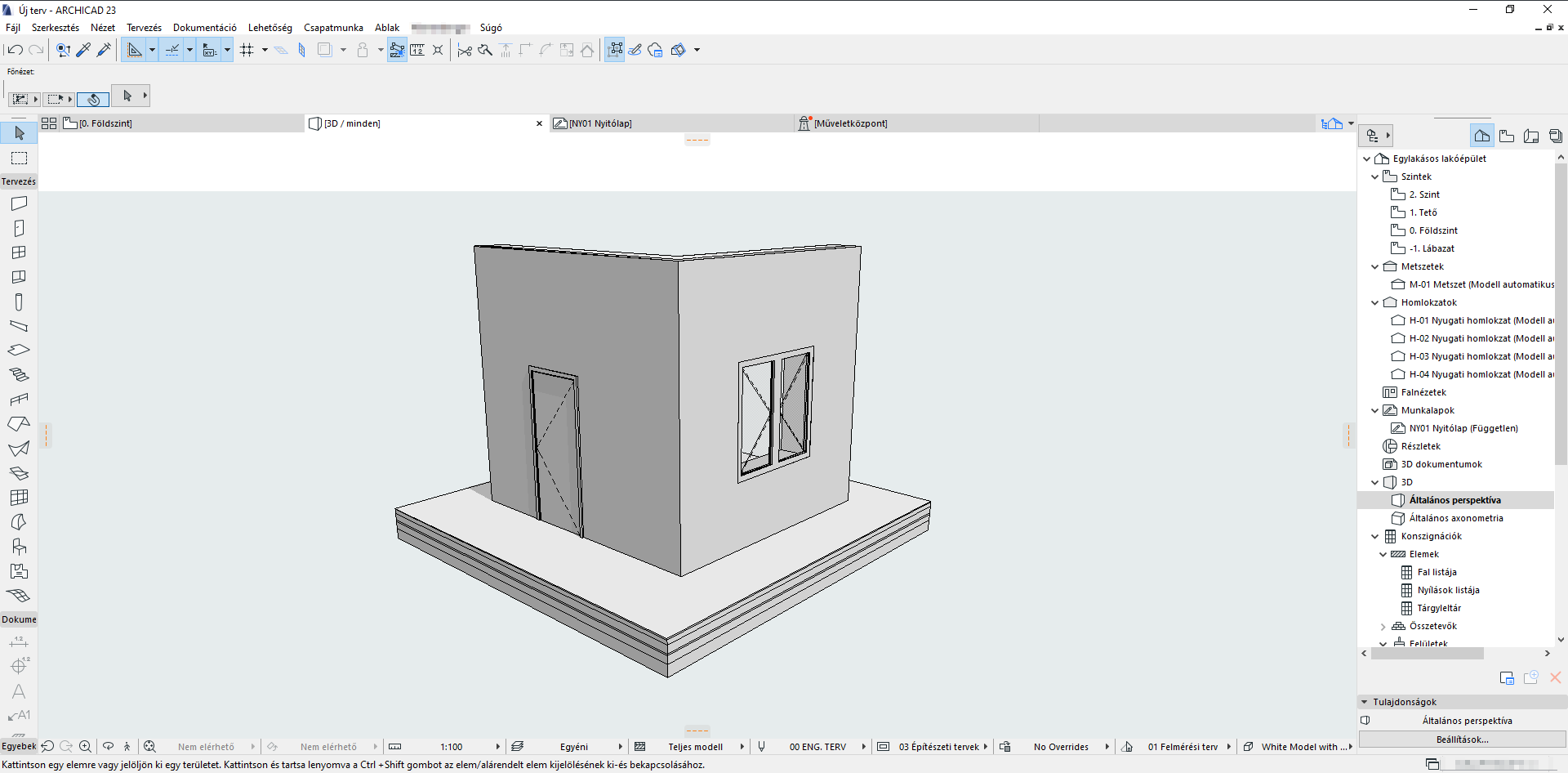
Egyszerű objektumok reprezentációja (fal, ajtó, ablak) az ARCHICAD 23 szoftverben

A BIM modellező eszközök a terveket "objektumok" kombinációjaként jelenítik meg – ezek lehetnek koncepcionálisak és meghatározatlanok, általánosak vagy termékspecifikusak, szilárd vagy negatív testek (például egy szoba alakja). Az objektumok hordozzák geometriájukat, kapcsolataikat és attribútumaikat. A BIM szoftverek lehetővé teszik különböző 2D nézetek felvételét az épületmodellből műszaki rajzok készítéséhez. Ezek a nézetek automatikusan, konzisztens módon készülnek, mivel az egyes objektumok egyetlen definícióján alapulnak.  A BIM szoftverek paraméteresen határozzák meg az objektumokat, vagyis az objektumokat paraméterek és más objektumokkal való kapcsolatok alapján definiálják, így ha egy kapcsolódó objektumot módosítanak, a függő objektumok is automatikusan frissülnek.  Az egyes modell elemek attribútumokat hordozhatnak, amelyek lehetővé teszik az automatikus kiválasztást és rendezést, költségbecslések készítését, valamint az anyagok nyomon követését és rendelését.
Az építési projektekben résztvevő szakemberek számára a BIM lehetővé teszi egy virtuális információs modell megosztását a tervezőcsapat (építészek, tájépítészek, földmérők, mélyépítési, szerkezeti és épületgépészeti mérnökök stb.), a fővállalkozók, az alvállalkozók és az üzemeltetők között. Minden szakember saját szakág-specifikus adatait adja hozzá a közös modellhez  (Federated Model), amely több különböző szakági modellt egyesít egyetlen modellben.  A modellek kombinálása lehetővé teszi az összes modell egyetlen környezetben történő vizualizációját, a tervek jobb összehangolását és fejlesztését, az ütközések elkerülését és azonosítását, valamint az idő- és költségalapú döntések javítását.

### Alternatív definíció
Az Épületinformációs-modellezés mára egy külön szakággá nőtte ki magát. A különféle BIM szakemberek szerves részei lettek a kivitelezési projekteknek, és aktívan részt vesznek a döntéshozatalban. Mivel a feladatok köre sokszor túlmutat modellek kezelésén a szakma elkezdett alternatív definíciót alkalmazni:
- Building Information Management - Ezen elnevezés megtartja a BIM mozaikszót, viszont menedzsmentre cseréli a modellezés kifejezést, ezzel jelölve, hogy döntéshozatalban is részt vesz a szakág.

### Kapcsolódó kifejezések
A különféle szabványok (ISO, BS, NBIMS stb.) és szakmai fórumok (pl.: BIMforum.org) számos új kapcsolódó kifejezést adtak hozzá az Épületinformációs-modellezés témaköréhez. A terminológia és mozaikszavak használata a szakmai körökben mindennapos, a rövidítések ismerete szükséges a legtöbb tanulmány és beszélgetés megértéséhez.

#### CDE (Common Data Environment - Közös adatkörnyezet)
A "közös adatkörnyezet" (CDE) az ISO 19650-ben az alábbi módon definiált (fordítás):
Bármely adott projekt vagy létesítmény információforrása, amely lehetővé teszi az információkonténerek gyűjtését, kezelését és terjesztését egy irányított folyamaton keresztül.
A Lechner Tudásközpont a BIM kézikönyvben az alábbi módon definiálta:
A CDE a koordinált formában történő információk gyűjtésére, menedzselésére kialakított módszertan ésezek megosztására alkalmas elektronikus tárhely.
A CDE munkafolyamat leírja az alkalmazandó folyamatokat, míg egy CDE megoldás biztosíthatja az alapjául szolgáló technológiákat. A CDE-t az adatok megosztására használják a projekt vagy létesítmény életciklusán keresztül, támogatóan a teljes projektcsapat együttműködését. A CDE fogalma átfedést mutat az üzleti tartalomkezeléssel (ECM), de nagyobb hangsúlyt fektet a BIM kérdéseire.

#### LOD (Level of Development - Fejlettségi szint)
Eredetileg Level of Detail - Részletességi szint elnevezéssel került a köztudatba, viszont egy BIM esetén nem csak modell részletezettségről beszélünk, így a mozaikszó megtartásával továbbfejlesztették a definíciót.
Az American Institute of Architects 2008-ban kiadta a Level of Development definíciókat az AIA Document E202-2008 Building Information Modeling Protocol részeként. 2011-ben az AIA szerződést kötött a BIMforummal, hogy elkezdje egy publikusan elérhető LOD definíció előkészítését az eredeti E202-2008 dokumentum alapján.
A Fejlettségi szint LOD100-tól LOD500 szintig terjed. Az egyes szintek nem szabadon megválasztható számok, hanem pontosan definiált értékek. 2022-ben került bele a definícióba a LOD350 szint, mely egy koordinált kiviteli terv szintjének felel meg. A LOD szintek nem az egész épületre, hanem adott objektum kategóriákra vonatkoznak. A projekttel együtt fejlesztett BIM Execution Plan (röviden BEP) jellemzően tartalmaz egy LOD Matrix fejezetet, ahol az egyes objektum kategóriák, azok klasszifikációja és a szükséges LOD érték feltűntetésre kerül.

#### BEP (BIM Execution Plan - BIM-végrehajtási terv)
A BIM-végrehajtási terv egy projekt BIM-munkarészeire vonatkozó részletes ütemezés és felelősségmeghatározás. Meghatározza a projekt céljait, szabványait, a résztvevők felelősségi körét és az információk cseréjének szabályait, így biztosítva az átlátható együttműködést és hatékony adatkezelést.

#### MIDP (Master Information Delivery Plan - Átfogó teljesítési terv)
Az átfogó teljesítési terv (MIDP) a projekt összes információátadási ütemtervét tartalmazza. Ez a dokumentum összefoglalja az egyes életciklusokban átadandó állományokat, például a 3D-modellt, tervdokumentációkat, specifikációkat és határidőket.

#### TIDP (Task Information Delivery Plan - Feladatspecifikus teljesítési terv)
A TIDP a szakági tervezők specifikus tervszállítási ütemtervét foglalja magában. Ezek az egyéni tervek alkotják a projekt egészére vonatkozó MIDP-t, és segítenek meghatározni az egyes résztvevők konkrét felelősségeit és határidőit.

#### EIR (Exchange Information Requirements - Információcserére vonatkozó követelmények)
Az információcserére vonatkozó követelmények (EIR) a megrendelő által készített dokumentáció, amely meghatározza, hogy milyen BIM-modellre és információkra van szükség a projekt különböző fázisaiban. Tartalmazza a technikai, menedzsment és kereskedelmi követelményeket.

#### Klasszifikáció (Classification)
Olyan leíró és rendszerező struktúra amely segítségével pojekt feladatok, épületrészek, épület elemek, építőanyagok rendszerezhetők. Ezen rendszerezések elősegítik a későbbi könnyű adatkinyerést döntéshozatalhoz, költségvetés készítéshez és műszaki leírások megírásához.

## A BIM funkciói a létesítmények megvalósítási ciklusaiban
A BIM használata túlmutat a projekt tervezési és előkészítési fázisán, és kiterjed a létesítmény teljes életciklusára. Az építési életciklus kezelését támogató folyamatok közé tartozik a költségmenedzsment, az építési menedzsment, a projektmenedzsment, a létesítményüzemeltetés és az energetikai alkalmazások.
A Royal Institute of British Architecture (RIBA), 8 fő fázist állapított meg egy projekt életútja során, ezt "RIBA Stage 0-7" néven jellemzik. A 0. szint az ötlet definíciója, míg a 7. szint a létesítmény használata. A nemzetközi szakmában a RIBA fázisok gyakran hivatkozások és szerződések alapjai lettek. A BIM folyamatok a teljes projekt életutat végigkövetik, RIBA fázisokra vetítve a 2.-tól a 7. szintig.

### Épületinformációs-modellek kezelése
Az épületinformációs-modellek a teljes létesítési folyamatot végigkísérik a koncepciótól az üzembe helyezésig. Annak érdekében, hogy az információkezelési folyamatok hatékonyan működjenek, a létesítés során gyakran kijelölnek egy BIM-menedzsert. A BIM-menedzser feladata, hogy a tervezési fázistól kezdődően a megrendelő nevében támogassa a tervező-kivitelező csapatot az objektumorientált BIM fejlesztésében és nyomon követésében a tervezett és mért teljesítménycélok szerint. A BIM-menedzser koordinálja a többszakágas információs modelleket, amelyek elemzéseket, ütemezéseket, mennyiségi kimutatásokat és logisztikát segítenek elő. Egyre több cég dolgozik különböző részletezettségi szintű BIM-ek fejlesztésén, mivel a BIM alkalmazásától függően eltérő információmennyiségre van szükség, és a modellek eltérő részletességi szintjeinek létrehozása különböző mértékű modellezési erőfeszítést igényel.

### BIM a tervezésben

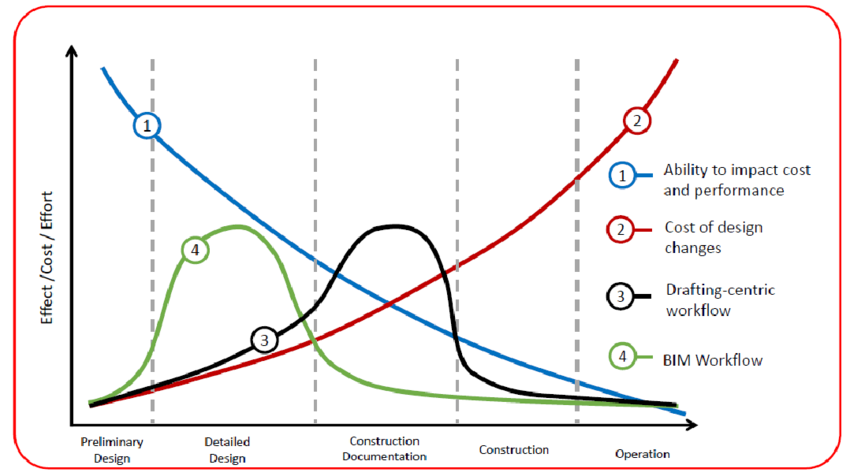
MacLeamy görbe a BIM implementáció megtérüléséről

A tervezési fázis volt az első munkafolyamat amire BIM szoftvereket kifejlesztettek a 80-as években. Általános tévhit, hogy a BIM implementációja jelentős időt vagy pénzt takarít meg a korai fázisokban. Míg ez az állítás igaz a teljes projekt-életciklusra vetítve, a korai tervezési fázisokban a BIM implementációt elsősorban az adatban gazdag modell segíti elő a megfelelő tervezői döntéshozatalhoz. A BIM lehetővé teszi, hogy már a korai tervezési szakaszokban részletes modellek és elemzések készüljenek, ezáltal nagyobb hatása van a költségekre és a teljesítményre. Az integrált munkafolyamatokkal csökkenthetők a késői szakaszokban jelentkező költséges változtatások, illetve a tervezési erőfeszítések korai koncentrációja optimalizáltabb projektfolyamatokat eredményez.
Az alábbi segítségeket nyújtja egy BIM a korai fázisokban:
- Térkoordináció és terület analízis
- Műszaki rajzokhoz kapcsolt vizualizáció és prezentáció
- Parametrikus tervezés és iteráció
- Terv ellenőrzés és érvényesítés
- Jogszabályi ellenőrzés
- Szerkezeti analízis
- Árnyék és benapozás analízis
- Energetikai analízis
- Információ menedzsment
- Kommunikáció és ügyfélkapcsolat

A tervezési és kivitelezési fázisok között gyakran létrejön egy átmeneti időszak, ilyenkor a a későbbi fázisok elemei is megjelenhetnek a tervezés alatt, mint az 5D költségvetés és az ütközésvizsgálat a kiviteli tervek vagy a tender előkészítéshez kapcsolódóan.
Az objektum alapú tervezés egyik előnye, hogy a munka könnyedén megosztható a tervezést támogató csapat többi tagjával. Míg a korábbi 2D tervezésnél egy tervlapon egy mérnök dolgozott jellemzően, addig egy objektumokból felépített modellt többen is szerkeszthetnek. A népszerű tervezőszoftverek mind tartalmaznak hasonló funkciót, az Autodesk Revit a 2003-as 6.0 verzió óta, Graphisoft ArchiCAD pedig 1997 óta tartalmazza a Teamwork funkciót, mely 2009-ben kapott egy jelentős frissítést amikor szerver alapúvá tették a munkát. Természetesen minden cég a trendeknek megfelelően nyitott a cloud alapú technológiák irányába is, ma már nem okoz problémát, ha a tervező munkatárs másik kontinensről dolgozik ugyanazon modellen.

### BIM az építésvezetésben
Az építési folyamat résztvevői folyamatosan kihívásokkal szembesülnek, hogy szűk költségvetés, korlátozott erőforrások, felgyorsított ütemezés és hiányos vagy ellentmondásos információk mellett is sikeres projekteket valósítsanak meg. Az építés jelentős szakágainak – például az építészeti, szerkezeti és épületgépészeti (MEP - Mechanical, Electrical and Plumbing) tervezés – összehangoltnak kell lenniük, mivel két elem nem foglalhatja el ugyanazt a pozíciót ugyanabban az időben. A BIM segít az ütközésfelismerésben is, azonosítva a különböző elemek közötti érintkezés pontos helyét.
A BIM koncepciója lehetővé teszi egy létesítmény virtuális megépítését a fizikai kivitelezés előtt, hogy csökkentse a bizonytalanságot, javítsa a biztonságot, megoldja a problémákat, valamint szimulálja és elemezze a lehetséges hatásokat. Az egyes szakági tervezők a kivitelezés megkezdése előtt hozzáadhatják a modellhez a kritikus információkat, lehetőséget teremtve előregyártásra vagy helyszínen kívüli összeszerelésére. A hulladék minimalizálható az építkezésen, a beépítendő termékek pedig időben szállíthatók, ahelyett hogy a helyszínen halmoznák fel azokat.
Az anyagmennyiségek és azok tulajdonságai könnyen kinyerhetők a modellből. A munkaterületek elszigetelhetők és pontosan meghatározhatók. A rendszerek, szerelvények és folyamatok arányosan ábrázolhatók a teljes létesítmény vagy létesítménycsoport viszonylatában. A BIM folyamat továbbá segít megelőzni a koordinációs problémákat ütközésvizsgálatok futtatásával, amelyek során a számítógépes modell vizuálisan kiemeli, hol érintkeznek helytelenül az épület különböző részei (például a szerkezeti váz és az épületgépészeti csövek vagy légcsatornák).

### BIM a létesítményüzemeltetésben és létesítménykezelésben
A BIM folyamat segít áthidalni azt a potenciális információvesztést, amely a projekt tervezőcsapata és a kivitelező csapata között jelenhet meg, majd az épület tulajdonosához/üzemeltetőjéhez történő átadása során is gyakran bekövetkezik. Lehetővé teszi, hogy minden csoport hozzáadhassa a saját információit, és később visszautalhasson azokra az adatokat, amelyeket a BIM-modellhez való hozzájárulása során gyűjtött. Az információ hatékony átadása a tervezési és kivitelezési szakaszból (beleértve az IFC-t vagy COBie-t) jelentős előnyökkel járhat a létesítmény tulajdonosa vagy üzemeltetője számára.  A hosszú távú létesítménykezeléssel kapcsolatos BIM-folyamatokat az ISO 19650 szabványsorozat 3. része is tárgyalja.
Ha egy épület tulajdonosa vízszivárgásra utaló jeleket talál az épületben, ahelyett, hogy fizikailag megvizsgálná — esetleg megbontaná — az épületet, a BIM modellhez fordulhat, ahol láthatja, hogy az adott helyen egy elzárószelep található. A modell tartalmazhatja a szelep pontos méretét, gyártóját, cikkszámát és minden egyéb korábban rögzített információt, feltéve, hogy ezeket korábban rögzítették. Az ilyen problémákat kezdetben Leite és Akinci tárgyalta, amikor egy létesítmény tartalmának és fenyegetéseinek sérülékenységi ábrázolását dolgozták ki az épületek vészhelyzeteinek azonosítását támogató célból.

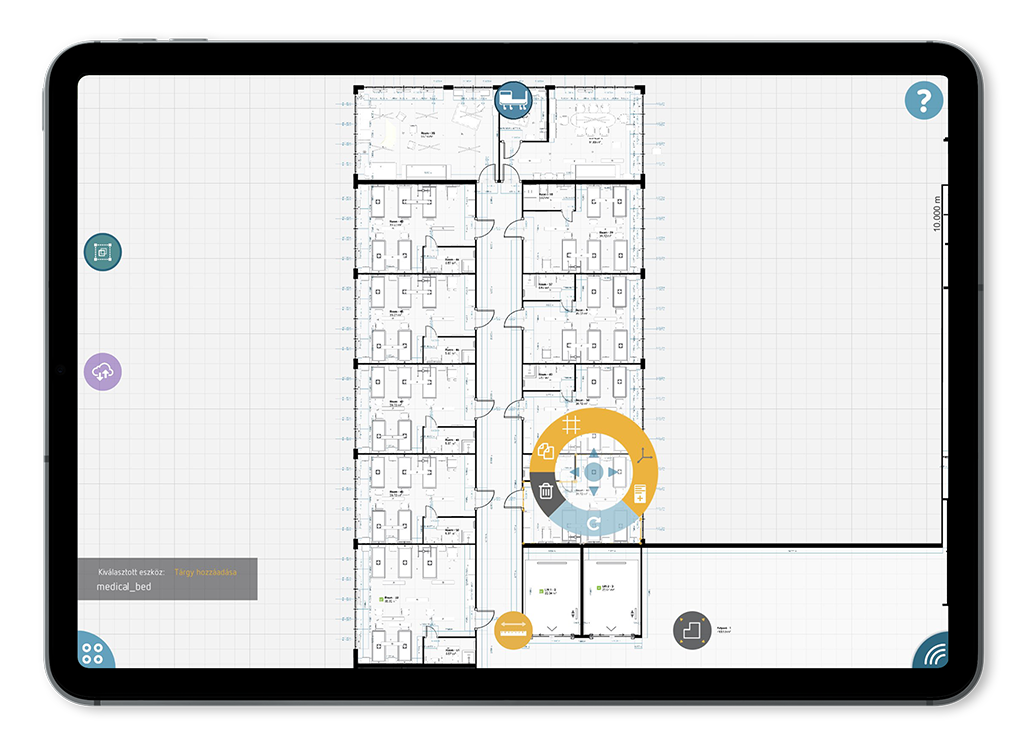
Létesítményüzemeltetési BIM model 2D nézete egy tableten

A létesítmény dinamikus információi, például az érzékelők mérései és az épületautomatizáló rendszerek vezérlési jelei, szintén integrálhatók olyan szoftverekbe, amelyek támogatják az épület üzemeltetésének és karbantartásának elemzését BIM segítségével. Így az üzemeltetés  összekapcsolható az "Internet of Things" (IoT) megközelítésekkel; a gyors adat-hozzáférést segíthetik mobil eszközök (okostelefonok, tabletek) vagy géppel olvasható RFID-címkék és vonalkódok; míg az integráció és az átjárhatóság más üzleti rendszerekkel — például CAFM, ERP, BMS, IWMS – támogathatja az adatok újrafelhasználását.
Előfordul, hogy régebbi létesítmények információs modelljeinek létrehozására is szükség van. Használják többek között a létesítményállapot-index (Facility Condition Index, FCI) alapadatainak referenciaértékeit, a 3D lézerszkennelési felméréseket és fotogrammetriai technikákat (külön vagy kombinálva), valamint a hagyományos épületfelmérési módszereket digitalizáláshoz mobiltechnológia segítségével. Ezen technológiák segítségével pontos mérések készíthetők és üzemeltetéssel kapcsolatos adatok rögzíthetők a létesítményről, melyek alapját képezhetik egy BIM modellnek. Egy például a 30as években épített épület utólagos modellezése számos feltételezést igényel a tervezési szabványokról, építési előírásokról, építési módszerekről, anyagokról stb., ezért jóval összetettebb, mint egy modell kialakítása a tervezési szakaszban.
A meglévő létesítmények megfelelő karbantartásának és kezelésének egyik kihívása, hogy megértsük, miként használható a BIM a létesítménymenedzsmentben és ez hogyan viszonyul a teljes életciklus-költség elveinek holisztikus megközelítéséhez. Az APPA 1000 – Total Cost of Ownership for Facilities Asset Management nevű amerikai nemzeti szabvány beépítette a BIM-et a folyamataiba, hogy figyelembe vehessen számos kritikus követelményt és költséget az épület életciklusa során. Például az energiarendszerek, közművek és biztonsági rendszerek cseréjét; az épület külső és belső karbantartását, anyagok cseréjét; a tervezés és funkcionalitás frissítését; valamint a tőkeköltségeket.

## Fordítás
Ez a szócikk részben vagy egészben  a   Building information modeling című angol Wikipédia-szócikk ezen változatának fordításán alapul.  Az eredeti cikk szerkesztőit annak laptörténete sorolja fel. Ez a jelzés csupán a megfogalmazás eredetét és a szerzői jogokat jelzi, nem szolgál a cikkben szereplő információk forrásmegjelöléseként.